# The Force Dimension
The Force Dimension ist eine niederländische EBM-Band.

## Geschichte

### Die Anfänge
Die Band wurde 1987 von Tycho de Groot (Gesang), Rene van Dijck (Keyboard) und Armin Elmensdorp (experimentelle Klänge) gegründet. 
Zunächst waren The Force Dimension im Bereich experimenteller Post-Industrial-Musik tätig. 1988 wurde in Zusammenarbeit mit dem Post-Industrial-Projekt De Fabriek eine künstlerisch gestaltete 7"-Single veröffentlicht. 

### Erfolgsjahre
Nach einem Kurswechsel in Richtung Electronic Body Music verließ Armin Elmensdorp die Band und die Gruppe wurde vom belgischen Label KK Rekords unter Vertrag genommen.
Es existieren zwei Versionen des Debüt-Albums The Force Dimension, in Blau, vom belgischen Produzenten Luc Van Acker produziert, und in Rot, von Dirk Ivens (Dive) und der Band selbst produziert, nachdem sie mit Ackers vorheriger Produktion unzufrieden war. Sowohl dieses Album als auch das 1990 veröffentlichte zweite Werk "Deus Ex Machina" enthalten vorrangig tanzbare, teils melodische EBM-Stücke.
Während dieser Zeit (1989–1992) spielte die Band teilweise als Vorgruppe für Acts wie The Neon Judgement und The Klinik.
Im Jahr 1996 produzierte The Force Dimension in Zusammenarbeit mit dem ehemaligen Bandmitglied Elmensdorp eine CD mit dem Titel "Kitty Hawk", die sowohl Remixe von Tracks der experimentellen Anfangsphase als auch neue Songs enthielt.
Nach ihrem zehnjährigen Jubiläum im Jahr 1997 fiel die Band auseinander.

### Das Comeback
Im Jahr 2011 scheiterte ein erster Comebackversuch. Im Jahr 2013 unternahm das Projekt in der Besetzung Rene van Dijck (Synthesizer, Gesang) und Betty Correa (Gesang, Gitarre, Schlagzeug) einen erneuten Wiederbelebungsversuch. In dieser Besetzung spielte The Force Dimension im Dezember 2014 der belgischen BIMfest.
Im Juli 2015 zählte die Band zum Line-up des EBM-Festivals Familientreffen XI in Sandersleben.

## Diskografie

### Alben
- 1989: The Force Dimension (KK Records)
- 1990: Deus Ex Machina (KK Records)
- 1996: Kitty Hawk (Subtronic Records)
- 2017: Machine Sex (Daft Records)

### Kompilationen
- 1992: 12 Inch Singles (KK Records)
- 2015: MM020 (Minimal Maximal Records)

### Singles
- 1988: Fabrieksforce (7"-Single mit De Fabriek)
- 1989: Tension (KK Records)
- 1989: Dust (KK Records)
- 1990: Algorhythm (KK Records)
- 1991: New Funk (KK Records)
- 2015: Crushed by the Chips (TFD Music)